# Rząd Piotra Jaroszewicza i Edwarda Babiucha
Rząd Piotra Jaroszewicza i Edwarda Babiucha – rząd pod kierownictwem premiera Piotra Jaroszewicza, a później Edwarda Babiucha.
25 marca 1976 prezes Rady Ministrów zgłosił dymisję swojego rządu, którą Sejm przyjął. Jednocześnie Sejm powołał ponownie na stanowisko prezesa Rady Ministrów Piotra Jaroszewicza. Dwa dni później, na wniosek premiera, Sejm powołał rząd w składzie przez niego przedstawionym. W skład rządu weszło 38 osób, w tym prezes Najwyższej Izby Kontroli, 34 członków rządu należało do Polskiej Zjednoczonej Partii Robotniczej, 3 do Zjednoczonego Stronnictwa Ludowego i jeden do Stronnictwa Demokratycznego. Piotr Jaroszewicz 18 lutego 1980 został odwołany, a jego miejsce zajął Edward Babiuch, który kierował gabinetem w zastanym składzie. Edward Babiuch złożył 2 kwietnia 1980 dymisję rządu, który następnego dnia zakończył urzędowanie.

## Rada Ministrów Piotra Jaroszewicza i Edwarda Babiucha (1976–1980)
| Funkcja                                                           | Imię i nazwisko               | Imię i nazwisko             | Czas pełnienia funkcji | Czas pełnienia funkcji |
| Funkcja                                                           | Imię i nazwisko               | Imię i nazwisko             | Od                     | Do                     |
| ----------------------------------------------------------------- | ----------------------------- | --------------------------- | ---------------------- | ---------------------- |
| Prezes Rady Ministrów                                             |                               | Piotr Jaroszewicz (PZPR)    | 25 marca 1976(dts)     | 18 lutego 1980(dts)    |
| Wiceprezes Rady Ministrów                                         |                               | Longin Cegielski (ZSL)      | 27 marca 1976(dts)     | 3 kwietnia 1980(dts)   |
| Wiceprezes Rady Ministrów                                         |                               | Mieczysław Jagielski (PZPR) | 27 marca 1976(dts)     | 3 kwietnia 1980(dts)   |
| Wiceprezes Rady Ministrów                                         | Franciszek Kaim (PZPR)        | 27 marca 1976(dts)          | 8 lutego 1979(dts)     |                        |
| Minister hutnictwa                                                | Franciszek Kaim (PZPR)        | 27 marca 1976(dts)          | 3 kwietnia 1980(dts)   |                        |
| Wiceprezes Rady Ministrów                                         | Alojzy Karkoszka (PZPR)       | 27 marca 1976(dts)          | 2 grudnia 1976(dts)    |                        |
| Wiceprezes Rady Ministrów                                         | Kazimierz Olszewski (PZPR)    | 27 marca 1976(dts)          | 17 grudnia 1977(dts)   |                        |
| Wiceprezes Rady Ministrów                                         | Tadeusz Pyka (PZPR)           | 27 marca 1976(dts)          | 3 kwietnia 1980(dts)   |                        |
| Wiceprezes Rady Ministrów                                         | Józef Tejchma (PZPR)          | 27 marca 1976(dts)          | 8 lutego 1979(dts)     |                        |
| Minister kultury i sztuki                                         | Józef Tejchma (PZPR)          | 27 marca 1976(dts)          | 26 stycznia 1978(dts)  |                        |
| Minister oświaty i wychowania                                     | Józef Tejchma (PZPR)          | 8 lutego 1979(dts)          | 3 kwietnia 1980(dts)   |                        |
| Wiceprezes Rady Ministrów                                         | Tadeusz Wrzaszczyk (PZPR)     | 27 marca 1976(dts)          | 3 kwietnia 1980(dts)   |                        |
| Przewodniczący Komisji Planowania przy Radzie Ministrów           | Tadeusz Wrzaszczyk (PZPR)     | 27 marca 1976(dts)          | 3 kwietnia 1980(dts)   |                        |
| Minister przemysłu maszyn ciężkich i rolniczych                   | Franciszek Adamkiewicz (PZPR) | 27 marca 1976(dts)          | 3 kwietnia 1980(dts)   |                        |
| Minister sprawiedliwości                                          | Jerzy Bafia (PZPR)            | 27 marca 1976(dts)          | 3 kwietnia 1980(dts)   |                        |
| Minister rolnictwa                                                | Kazimierz Barcikowski (PZPR)  | 27 marca 1976(dts)          | 17 grudnia 1977(dts)   |                        |
| Wiceprezes Rady Ministrów                                         | Kazimierz Barcikowski (PZPR)  | 18 lutego 1980(dts)         | 3 kwietnia 1980(dts)   |                        |
| Minister komunikacji                                              | Tadeusz Bejm (PZPR)           | 27 marca 1976(dts)          | 17 grudnia 1977(dts)   |                        |
| Minister-członek Rady Ministrów                                   | Tadeusz Bejm (PZPR)           | 17 grudnia 1977(dts)        | 3 kwietnia 1980(dts)   |                        |
| Minister handlu wewnętrznego i usług                              | Jerzy Gawrysiak (PZPR)        | 27 marca 1976(dts)          | 2 grudnia 1976(dts)    |                        |
| Minister budownictwa i przemysłu materiałów budowlanych           | Adam Glazur (PZPR)            | 27 marca 1976(dts)          | 3 kwietnia 1980(dts)   |                        |
| Minister do spraw kombatantów                                     | Mieczysław Grudzień (PZPR)    | 27 marca 1976(dts)          | 3 kwietnia 1980(dts)   |                        |
| Minister obrony narodowej                                         | Wojciech Jaruzelski (PZPR)    | 27 marca 1976(dts)          | 3 kwietnia 1980(dts)   |                        |
| Minister nauki, szkolnictwa wyższego i techniki                   | Sylwester Kaliski (PZPR)      | 27 marca 1976(dts)          | 16 września 1978(dts)  |                        |
| Minister bez teki                                                 | Jan Kamiński (PZPR)           | 27 marca 1976(dts)          | 3 kwietnia 1980(dts)   |                        |
| Minister-kierownik Urzędu do Spraw Wyznań                         | Kazimierz Kąkol (PZPR)        | 27 marca 1976(dts)          | 3 kwietnia 1980(dts)   |                        |
| Minister finansów                                                 | Henryk Kisiel (PZPR)          | 27 marca 1976(dts)          | 3 kwietnia 1980(dts)   |                        |
| Minister przemysłu spożywczego i skupu                            |                               | Emil Kołodziej (ZSL)        | 27 marca 1976(dts)     | 3 kwietnia 1980(dts)   |
| Minister przemysłu maszynowego                                    |                               | Aleksander Kopeć (PZPR)     | 27 marca 1976(dts)     | 3 kwietnia 1980(dts)   |
| Minister łączności                                                |                               | Edward Kowalczyk (SD)       | 27 marca 1976(dts)     | 3 kwietnia 1980(dts)   |
| Minister spraw wewnętrznych                                       |                               | Stanisław Kowalczyk (PZPR)  | 27 marca 1976(dts)     | 3 kwietnia 1980(dts)   |
| Minister oświaty i wychowania                                     | Jerzy Kuberski (PZPR)         | 27 marca 1976(dts)          | 8 lutego 1979(dts)     |                        |
| Minister górnictwa                                                | Jan Kulpiński (PZPR)          | 27 marca 1976(dts)          | 31 marca 1977(dts)     |                        |
| Minister przemysłu lekkiego                                       | Tadeusz Kunicki (PZPR)        | 27 marca 1976(dts)          | 1 sierpnia 1977(dts)   |                        |
| Prezes Najwyższej Izby kontroli                                   | Mieczysław Moczar (PZPR)      | 27 marca 1976(dts)          | 3 kwietnia 1980(dts)   |                        |
| Minister handlu zagranicznego i gospodarki morskiej               | Jerzy Olszewski (PZPR)        | 27 marca 1976(dts)          | 31 stycznia 1980(dts)  |                        |
| Minister spraw zagranicznych                                      | Stefan Olszowski (PZPR)       | 27 marca 1976(dts)          | 2 grudnia 1976(dts)    |                        |
| Minister pracy, płac i spraw socjalnych                           | Tadeusz Rudolf (PZPR)         | 27 marca 1976(dts)          | 8 lutego 1979(dts)     |                        |
| Minister-członek Rady Ministrów                                   | Tadeusz Rudolf (PZPR)         | 8 lutego 1979(dts)          | 3 kwietnia 1980(dts)   |                        |
| Minister leśnictwa i przemysłu drzewnego                          |                               | Tadeusz Skwirzyński (ZSL)   | 27 marca 1976(dts)     | 3 kwietnia 1980(dts)   |
| Minister energetyki i energii atomowej                            |                               | Andrzej Szozda (PZPR)       | 27 marca 1976(dts)     | 9 sierpnia 1979(dts)   |
| Minister gospodarki materiałowej                                  | Eugeniusz Szyr (PZPR)         | 27 marca 1976(dts)          | 3 kwietnia 1980(dts)   |                        |
| Minister zdrowia i opieki społecznej                              | Marian Śliwiński (PZPR)       | 27 marca 1976(dts)          | 3 kwietnia 1980(dts)   |                        |
| Minister przemysłu chemicznego                                    | Maciej Wirowski (PZPR)        | 27 marca 1976(dts)          | 2 grudnia 1976(dts)    |                        |
| Minister-członek Rady Ministrów                                   | Maciej Wirowski (PZPR)        | 2 grudnia 1976(dts)         | 3 kwietnia 1980(dts)   |                        |
| Minister administracji, gospodarki terenowej i ochrony środowiska | Emil Wojtaszek (PZPR)         | 27 marca 1976(dts)          | 2 grudnia 1976(dts)    |                        |
| Minister spraw zagranicznych                                      | Emil Wojtaszek (PZPR)         | 2 grudnia 1976(dts)         | 3 kwietnia 1980(dts)   |                        |
| Wiceprezes Rady Ministrów                                         | Józef Kępa (PZPR)             | 2 grudnia 1976(dts)         | 8 lutego 1979(dts)     |                        |
| Minister administracji, gospodarki terenowej i ochrony środowiska | Józef Kępa (PZPR)             | 8 lutego 1979(dts)          | 3 kwietnia 1980(dts)   |                        |
| Wiceprezes Rady Ministrów                                         |                               | Kazimierz Secomski          | 2 grudnia 1976(dts)    | 3 kwietnia 1980(dts)   |
| Wiceprezes Rady Ministrów                                         |                               | Jan Szydlak (PZPR)          | 2 grudnia 1976(dts)    | 18 lutego 1980(dts)    |
| Minister przemysłu chemicznego                                    | Henryk Konopacki (PZPR)       | 2 grudnia 1976(dts)         | 3 kwietnia 1980(dts)   |                        |
| Minister handlu wewnętrznego i usług                              | Adam Kowalik (PZPR)           | 2 grudnia 1976(dts)         | 3 kwietnia 1980(dts)   |                        |
| Minister administracji, gospodarki terenowej i ochrony środowiska | Maria Milczarek (PZPR)        | 2 grudnia 1976(dts)         | 8 lutego 1979(dts)     |                        |
| Minister pracy, płac i spraw socjalnych                           | Maria Milczarek (PZPR)        | 8 lutego 1979(dts)          | 3 kwietnia 1980(dts)   |                        |
| Minister górnictwa                                                | Włodzimierz Lejczak (PZPR)    | 31 marca 1977(dts)          | 3 kwietnia 1980(dts)   |                        |
| Minister-członek Rady Ministrów                                   | Eugeniusz Grochal (PZPR)      | 17 grudnia 1977(dts)        | 3 kwietnia 1980(dts)   |                        |
| Minister rolnictwa                                                | Leon Kłonica (PZPR)           | 17 grudnia 1977(dts)        | 3 kwietnia 1980(dts)   |                        |
| Minister przemysłu lekkiego                                       | Stanisław Mach (PZPR)         | 17 grudnia 1977(dts)        | 3 kwietnia 1980(dts)   |                        |
| Minister komunikacji                                              | Mieczysław Zajfryd (PZPR)     | 17 grudnia 1977(dts)        | 3 kwietnia 1980(dts)   |                        |
| Minister kultury i sztuki                                         | Jan Mietkowski (PZPR)         | 29 marca 1978(dts)          | 4 lipca 1978(dts)      |                        |
| Minister kultury i sztuki                                         | Zygmunt Najdowski (PZPR)      | 20 lipca 1978(dts)          | 3 kwietnia 1980(dts)   |                        |
| Minister nauki, szkolnictwa wyższego i techniki                   | Janusz Górski (PZPR)          | 26 października 1978(dts)   | 3 kwietnia 1980(dts)   |                        |
| Minister energetyki i energii atomowej                            | Zbigniew Bartosiewicz (PZPR)  | 9 sierpnia 1979(dts)        | 3 kwietnia 1980(dts)   |                        |
| Prezes Rady Ministrów                                             | Edward Babiuch (PZPR)         | 18 lutego 1980(dts)         | 2 kwietnia 1980(dts)   |                        |
| Minister handlu zagranicznego i gospodarki morskiej               | Ryszard Karski (PZPR)         | 18 lutego 1980(dts)         | 3 kwietnia 1980(dts)   |                        |

## W dniu zaprzysiężenia 27 marca 1976
- Piotr Jaroszewicz (PZPR) – prezes Rady Ministrów
- Longin Cegielski (ZSL) – wiceprezes Rady Ministrów
- Mieczysław Jagielski (PZPR) – wiceprezes Rady Ministrów
- Franciszek Kaim (PZPR) – wiceprezes Rady Ministrów, minister hutnictwa
- Alojzy Karkoszka (PZPR) – wiceprezes Rady Ministrów
- Kazimierz Olszewski (PZPR) – wiceprezes Rady Ministrów
- Tadeusz Pyka (PZPR) – wiceprezes Rady Ministrów
- Józef Tejchma (PZPR) – wiceprezes Rady Ministrów, minister kultury i sztuki
- Tadeusz Wrzaszczyk (PZPR) – wiceprezes Rady Ministrów, przewodniczący Komisji Planowania przy Radzie Ministrów
- Franciszek Adamkiewicz (PZPR) – minister maszyn ciężkich i rolniczych
- Jerzy Bafia (PZPR) – minister sprawiedliwości
- Kazimierz Barcikowski (PZPR) – minister rolnictwa
- Tadeusz Bejm (PZPR) – minister komunikacji
- Jerzy Gawrysiak (PZPR) – minister handlu wewnętrznego i usług
- Adam Glazur (PZPR) – minister budownictwa i przemysłu materiałów budowlanych
- Mieczysław Grudzień (PZPR) – minister do spraw kombatantów
- Wojciech Jaruzelski (PZPR) – minister obrony narodowej
- Sylwester Kaliski (PZPR) – minister nauki, szkolnictwa wyższego i techniki
- Jan Kamiński (PZPR) – minister bez teki
- Kazimierz Kąkol (PZPR) – minister-kierownik Urzędu do Spraw Wyznań
- Henryk Kisiel (PZPR) – minister finansów
- Emil Kołodziej (ZSL) – minister przemysłu spożywczego i skupu
- Aleksander Kopeć (PZPR) – minister przemysłu maszynowego
- Edward Kowalczyk (SD) – minister łączności
- Stanisław Kowalczyk (PZPR) – minister spraw wewnętrznych
- Jerzy Kuberski (PZPR) – minister oświaty i wychowania
- Jan Kulpiński (PZPR) – minister górnictwa
- Tadeusz Kunicki (PZPR) – minister przemysłu lekkiego
- Mieczysław Moczar (PZPR) – prezes Najwyższej Izby Kontroli
- Jerzy Olszewski (PZPR) – minister handlu zagranicznego i gospodarki morskiej
- Stefan Olszowski (PZPR) – minister spraw zagranicznych
- Tadeusz Rudolf (PZPR) – minister pracy, płac i spraw socjalnych
- Tadeusz Skwirzyński (ZSL) – minister leśnictwa i przemysłu drzewnego
- Andrzej Szozda (PZPR) – minister energetyki i energii atomowej
- Eugeniusz Szyr (PZPR) – minister gospodarki materiałowej
- Marian Śliwiński (PZPR) – minister zdrowia i opieki społecznej
- Maciej Wirowski (PZPR) – minister przemysłu chemicznego
- Emil Wojtaszek (PZPR) – minister administracji, gospodarki terenowej i ochrony środowiska

## Zmiany w składzie Rady Ministrów
- 2 grudnia 1976
  - Odwołanie:
    - Jerzego Gawrysiaka z urzędu ministra handlu wewnętrznego i usług (powołany na ten urząd 27 marca 1976).
    - Alojzego Karkoszki z urzędu wiceprezesa Rady Ministrów (powołany na ten urząd 27 marca 1976).
    - Stefana Olszowskiego z urzędu ministra spraw zagranicznych (powołany na ten urząd 27 marca 1976).
    - Macieja Wirowskiego z urzędu ministra przemysłu chemicznego (powołany na ten urząd 27 marca 1976).
    - Emila Wojtaszka z urzędu ministra administracji, gospodarki terenowej i ochrony środowiska (powołany na ten urząd 27 marca 1976).

  - Powołanie:
    - Józefa Kępy na urząd wiceprezesa Rady Ministrów.
    - Henryka Konopackiego na urząd ministra przemysłu chemicznego.
    - Adama Kowalika na urząd ministra handlu wewnętrznego i usług.
    - Marii Milczarek na urząd ministra administracji, gospodarki terenowej i ochrony środowiska.
    - Kazimierza Secomskiego na urząd wiceprezesa Rady Ministrów.
    - Jana Szydlaka na urząd wiceprezesa Rady Ministrów.
    - Macieja Wirowskiego na urząd ministra-członka Rady Ministrów.
    - Emila Wojtaszka na urząd ministra spraw zagranicznych.
- 31 marca 1977
  - Odwołanie:
    - Jana Kulpińskiego z urzędu ministra górnictwa (powołany na ten urząd 27 marca 1976).

  - Powołanie:
    - Włodzimierza Lejczaka na urząd ministra górnictwa.
- 1 sierpnia 1977
  - Śmierć:
    - Tadeusza Kunickiego, ministra przemysłu lekkiego (powołany na ten urząd 27 marca 1976).
- 17 grudnia 1977
  - Odwołanie:
    - Kazimierza Barcikowskiego z urzędu ministra rolnictwa (powołany na ten urząd 27 marca 1976).
    - Tadeusza Bejma z urzędu ministra komunikacji (powołany na ten urząd 27 marca 1976).
    - Kazimierza Olszewskiego z urzędu wiceprezesa Rady Ministrów (powołany na ten urząd 27 marca 1976).

  - Powołanie:
    - Tadeusza Bejma na urząd ministra-członka Rady Ministrów.
    - Eugeniusza Grochala na urząd ministra-członka Rady Ministrów.
    - Leona Kłonicy na urząd ministra rolnictwa.
    - Stanisława Macha na urząd ministra przemysłu lekkiego.
    - Mieczysława Zajfryda na urząd ministra komunikacji.
- 26 stycznia 1978
  - Odwołanie:
    - Józefa Tejchmy z urzędu ministra kultury i sztuki (powołany na ten urząd 27 marca 1976).
- 29 marca 1978
  - Powołanie:
    - Jana Mietkowskiego na urząd ministra kultury i sztuki.
- 4 lipca 1978
  - Śmierć:
    - Jana Mietkowskiego, ministra kultury i sztuki (powołany na ten urząd 29 marca 1978).
- 20 lipca 1978
  - Powołanie:
    - Zygmunta Najdowskiego na urząd ministra kultury i sztuki.
- 16 września 1978
  - Śmierć:
    - Sylwestra Kaliskiego, ministra nauki, szkolnictwa wyższego i techniki (powołany na ten urząd 27 marca 1976).
- 26 października 1978
  - Powołanie:
    - Janusza Górskiego na urząd ministra nauki, szkolnictwa wyższego i techniki.
- 8 lutego 1979
  - Odwołanie:
    - Franciszka Kaima z urzędu wiceprezesa Rady Ministrów (powołany na ten urząd 27 marca 1976).
    - Józefa Kępy z urzędu wiceprezesa Rady Ministrów (powołany na ten urząd 2 grudnia 1976).
    - Jerzego Kuberskiego z urzędu ministra oświaty i wychowania (powołany na ten urząd 27 marca 1976).
    - Mari Milczarek z urzędu ministra administracji, gospodarki terenowej i ochrony środowiska (powołana na ten urząd 2 grudnia 1976).
    - Tadeusza Rudolfa z urzędu ministra pracy, płac i spraw socjalnych (powołany na ten urząd 27 marca 1976).
    - Józefa Tejchmy z urzędu wiceprezesa Rady Ministrów (powołany na ten urząd 27 marca 1976).

  - Powołanie:
    - Józefa Kępy na urząd ministra administracji, gospodarki terenowej i ochrony środowiska.
    - Mari Milczarek na urząd ministra pracy, płac i spraw socjalnych.
    - Tadeusza Rudolfa na urząd ministra-członka Rady Ministrów.
    - Józefa Tejchmy na urząd ministra oświaty i wychowania.
- 9 sierpnia 1979
  - Odwołanie:
    - Andrzeja Szozdy z urzędu ministra energetyki i energii atomowej (powołany na ten urząd 27 marca 1976).

  - Powołanie:
    - Zbigniewa Bartosiewicza na urząd ministra energetyki i energii atomowej.
- 31 stycznia 1980
  - Odwołanie:
    - Jerzego Olszewskiego z urzędu ministra handlu zagranicznego i gospodarki morskiej (powołany na ten urząd 27 marca 1976).
- 18 lutego 1980
  - Odwołanie:
    - Piotra Jaroszewicza z urzędu prezesa Rady Ministrów (powołany na ten urząd 25 marca 1976).
    - Jana Szydlaka z urzędu wiceprezesa Rady Ministrów (powołany na ten urząd 2 grudnia 1976).

  - Powołanie:
    - Edwarda Babiucha na urząd prezesa Rady Ministrów.
    - Kazimierza Barcikowskiego na urząd wiceprezesa Rady Ministrów.
    - Ryszarda Karskiego na urząd ministra handlu zagranicznego i gospodarki morskiej.